# Yens
Yens ( /jã/) est une commune suisse du canton de Vaud, située dans le district de Morges.

## Géographie
Situés à mi-chemin entre le bord du lac Léman et le pied du Jura, la commune et le village de Yens s'appuient sur un coteau relativement pentu, qui marque un changement entre la plaine située en dessous (villages de Villars-sous-Yens, Bussy-Chardonney et Denens) et celle se trouvant en dessus (villages d'Apples, Froideville et Ballens).
Alors que le bas de la commune est quasi entièrement recouvert de vignes (la commune de Yens possédant la plus grande surface viticole de l’appellation Morges, l'un des 12 lieux de production de l'AOC La Côte), qui profitent d'une belle exposition vers le sud, on trouve sur le haut de la commune une des plus grandes forêts de la côte lémanique, qui s'étend sur plusieurs communes.
Le village, installé sur le coteau, jouit d'un dégagement sur le lac, les Alpes, et La Côte vaudoise en général. Autrefois regroupées dans un espace compact, les habitations de Yens s'étendent désormais vers le sud, où se trouve la gare du chemin de fer Bière-Apples-Morges, vers l'est (quartiers de la Boironne, de Sus-Vellaz et de Chanta-Merloz) et vers le nord-ouest.

## Toponymie
Le nom de la commune, qui se prononce /jã/, dérive probablement d'un nom de personne germanique tel que Ido/Ito et du suffixe toponymique germanique -ingōs.
Sa première occurrence écrite date d'environ 1005, sous la forme d'Idens.
Son nom en patois vaudois est Yê.
Son ancien nom allemand est Jens.

## Population et société

### Surnoms
Les habitants de la commune sont surnommés les Fumas (les fumés en patois vaudois ; peut-être parce que les paysans brûlaient des glands pour en faire de la farine lors la famine du début du XVIIe siècle). 
Ils sont également surnommés lè Tiu-Dzalâ (les Culs-gelés) ou lè Tiu-Mi-Dzalâ (les Culs mi-gelés), peut-être en raison de l'exposition du village à la bise.

### Démographie

#### Évolution de la population
Yens compte 1 511 habitants au 31 décembre 2022 pour une densité de population de 159 hab/km2. Sur la période 2010-2019, sa population a augmenté de 37,9 % (canton : 12,9 % ; Suisse : 9,4 %).  

#### Pyramide des âges
En 2020, le taux de personnes de moins de 30 ans s'élève à 33,5 %, au-dessous de la valeur cantonale (35 %). Le taux de personnes de plus de 60 ans est quant à lui de 22 %, alors qu'il est de 21,9 % au niveau cantonal.
La même année, la commune compte 758 hommes pour 721 femmes, soit un taux de 51,3 % d'hommes, supérieur à celui du canton (49,1 %).
| Hommes | Classe d’âge | Femmes |
| ------ | ------------ | ------ |
| 0,3    | 90 ans ou +  | 0,7    |
| 6,5    | 75 à 89 ans  | 7,8    |
| 14,4   | 60 à 74 ans  | 14,3   |
| 23,6   | 45 à 59 ans  | 25,5   |
| 18,3   | 30 à 44 ans  | 21,8   |
| 14,2   | 15 à 29 ans  | 10,7   |
| 22,7   | - de 14 ans  | 19,3   |

| Hommes | Classe d’âge | Femmes |
| ------ | ------------ | ------ |
| 0,5    | 90 ans ou +  | 1,4    |
| 6,1    | 75 à 89 ans  | 8,2    |
| 13,3   | 60 à 74 ans  | 14,3   |
| 21,5   | 45 à 59 ans  | 21,2   |
| 22,0   | 30 à 44 ans  | 21,4   |
| 19,6   | 15 à 29 ans  | 18,0   |
| 16,9   | - de 14 ans  | 15,5   |

## Politique
La commune est dotée d'un conseil communal composé de 40 membres, élus au scrutin majoritaire à deux tours. La municipalité de la commune compte 5 membres.
Aucun parti traditionnel n'est présent et représenté dans la commune. Il existe juste une entente villageoise, ce qui fait que la totalité des 40 membres du conseil sont membres de facto de l'entente.
Parmi les conseillers communaux, on peut remarquer la présence d'Isabelle Moret.
Voici la composition du conseil communal de Yens pour la législature 2021-2026 :

Entente Villageoise: 40 sièges

## Personnalités
- Alain Prost, ancien pilote de Formule 1, y habita de 1983 à 2000.
- Isabelle Moret, ancienne présidente du Conseil national suisse, membre du Parti libéral-radical.